# 心引力
〈心引力〉（英語：Gravity）是中國大陸歌手王俊凱和臺灣歌手蔡依林的歌曲。該歌曲由鐘婉芸創作、剃刀蔣製作。該歌曲於2019年11月2日由時代峰峻以單曲形式發行。

## 背景
2019年10月18日，北京市文化和旅遊局公布的《北京市營業性演出准予許可決定》中顯示，蔡依林將擔任王俊凱於同年11月1日在北京市凱迪拉克中心舉辦的「無邊界演唱會」表演嘉賓。同月28日，王俊凱接受媒體採訪時證實蔡依林將擔任演唱會嘉賓，並表示「能夠和蔡依林姐姐同台非常開心」。同年11月1日，蔡依林參加王俊凱「無邊界演唱會」，共同演唱〈心引力〉，王俊凱表示「覺得Jolin姐一定可以為這首歌曲帶來甜份」。

## 創作
該歌曲是一首甜蜜對唱情歌，屬流行曲風，節奏輕快，樂器以吉他為主。二人和聲設計使歌曲聽起來富有甜蜜感。歌詞描寫愛情中的幸福時刻，呈現相互吸引和喜歡。

## 排行榜
| 排行榜（2019年） | 最高排名 |
| ---------------- | -------- |
| 中國大陸（騰訊） | 2        |

## 幕後人員
- 陳文駿—錄音師、混音師
- 王昭權—合聲、合聲編寫
- 55TEC Studio—錄音室
- 强力录音室—錄音室、混音室

## 發行歷史
| 地區 | 日期          | 格式              | 經銷商   |
| ---- | ------------- | ----------------- | -------- |
| 全球 | 2019年11月2日 | 數位下載 串流媒體 | 時代峰峻 |